# Petäjävesi
Petäjävesi es un municipio finlandés situado en la región de Finlandia Central. 

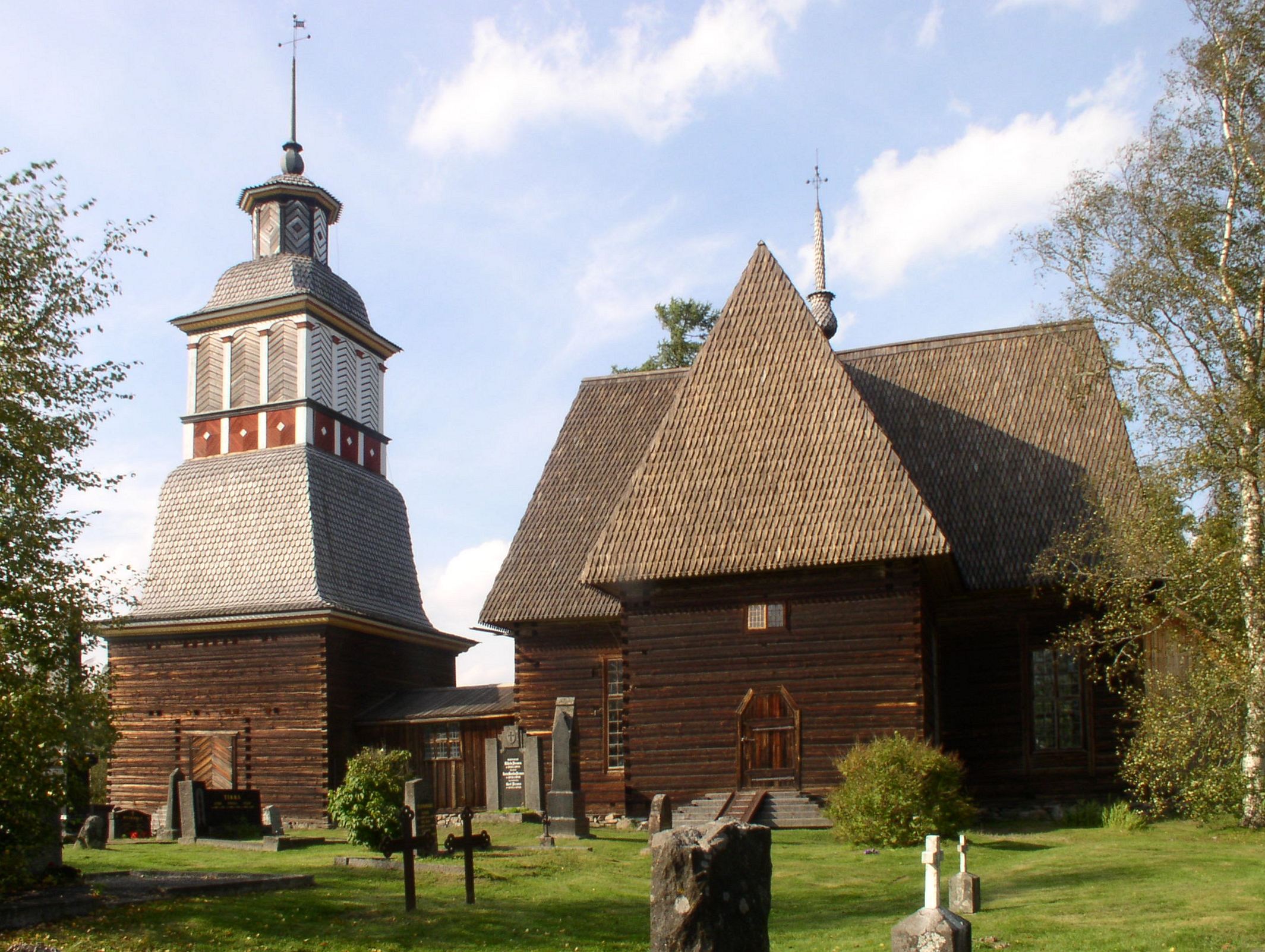
Iglesia vieja de Petäjävesi

Con una población de 4.138 habitantes (2013), dista 30 kilómetros de la ciudad de Jyväskylä.
Petäjävesi es conocida por el lago Karikkoselkä, formado en un cráter de impacto, y por la Iglesia vieja de Petäjävesi, declarada Patrimonio de la Humanidad por la UNESCO en 1994.

## Galería

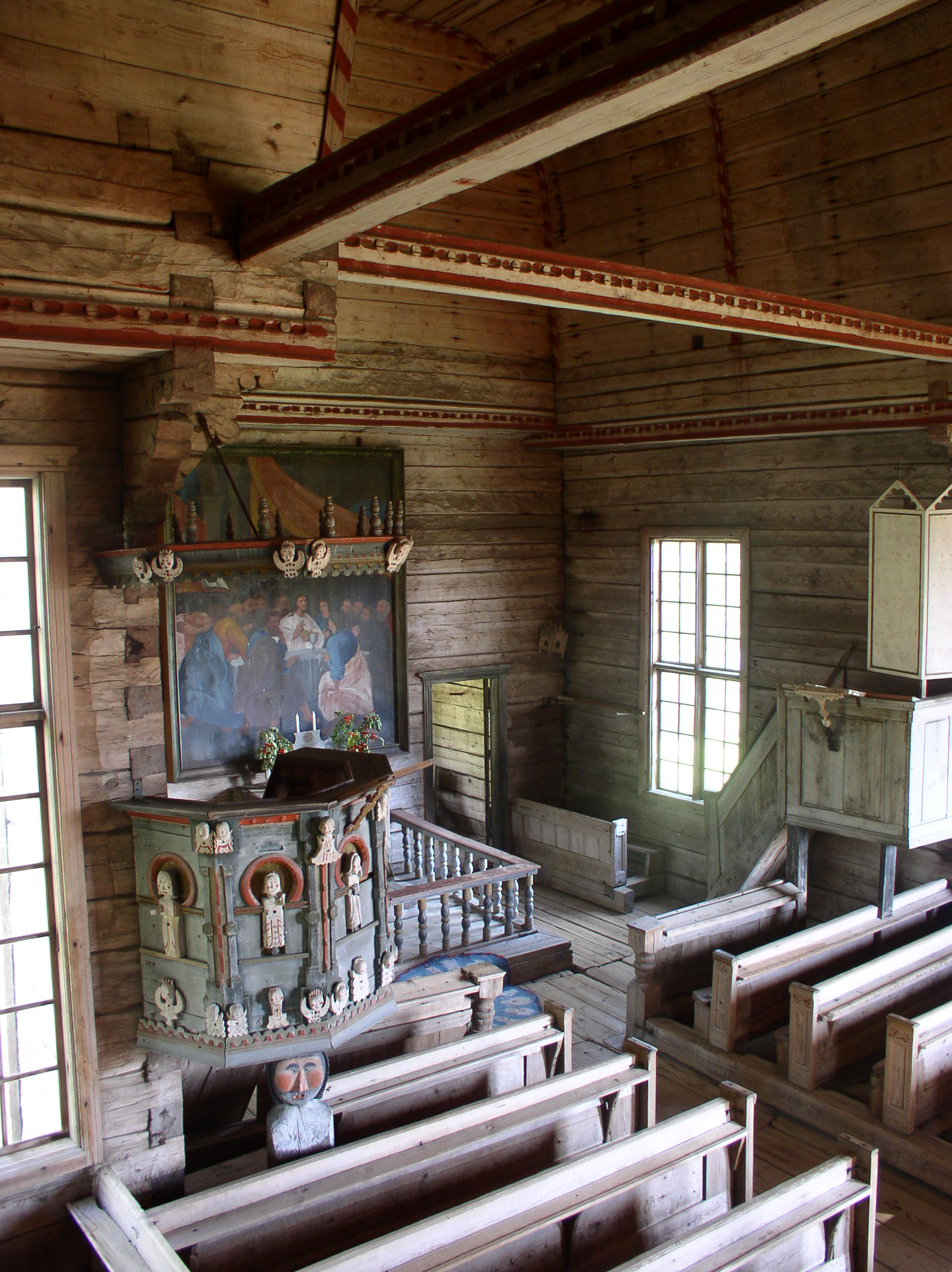
Iglesia vieja de Petäjävesi, interior
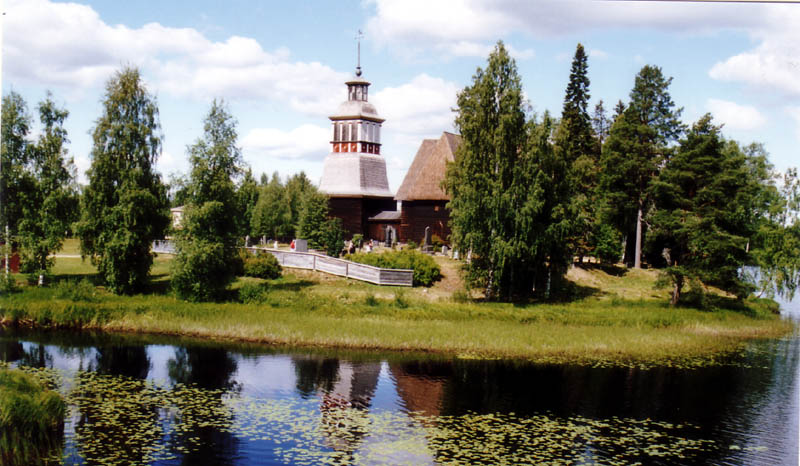
Iglesia vieja de Petäjävesi
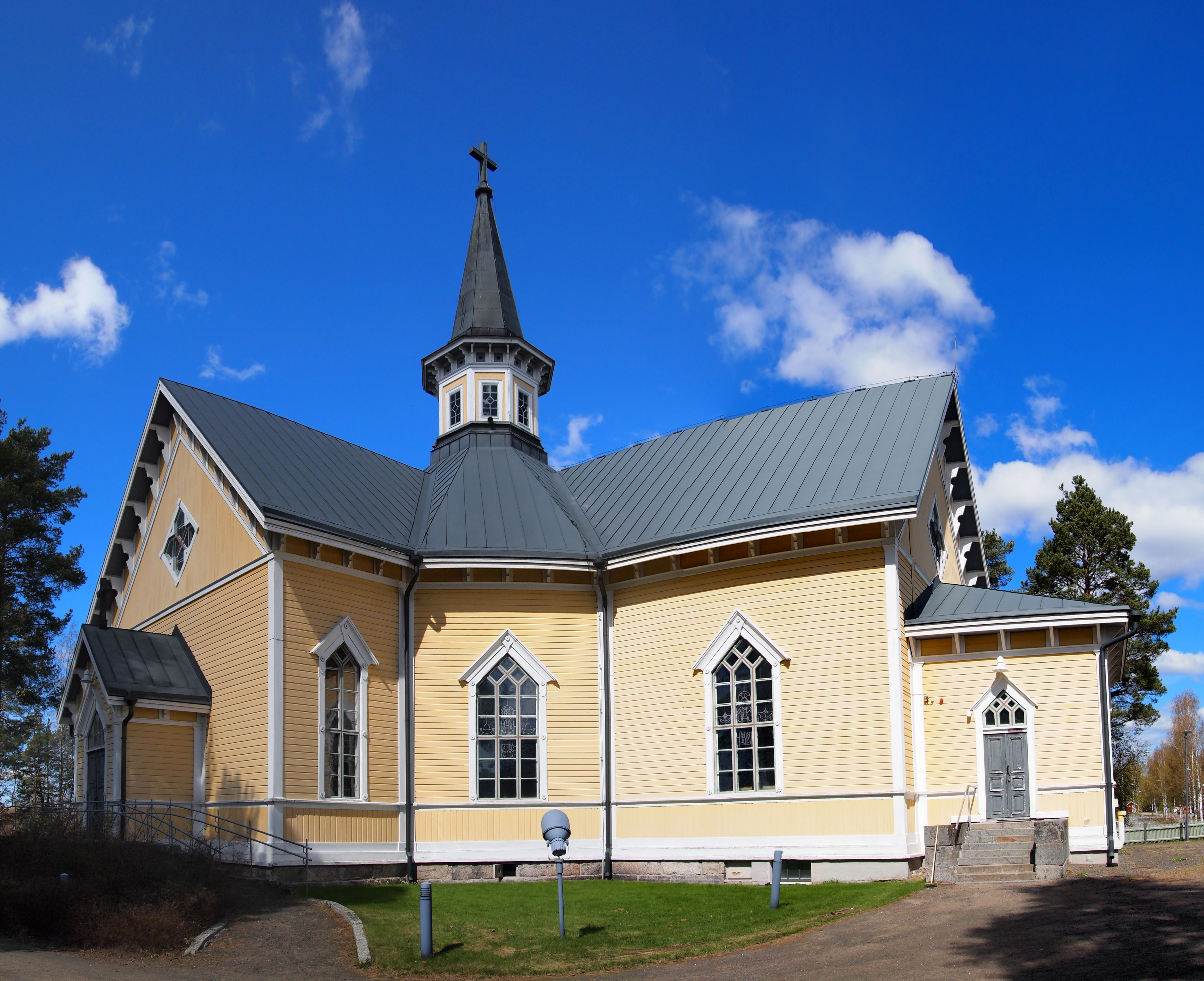
Iglesia nueva de Petäjävesi